# Новошахтинский историко-краеведческий музей
Новошахтинский историко-краеведческий музей — музей в городе Новошахтинск.

## История музея
Решение о создании музея на общественных началах было принято еще в 1968 году. Почти четыре года продолжался сбор экспонатов и оформление экспозиций музея. Большой вклад в его создание внес самобытный скульптор И. Т. Гилко, который передал в дар музею выполненные им скульптуры из дерева. Много картин безвозмездно переданы музею художниками Б. В. Сухоруковым («Старая шахта»), Н. Д. Маяковым («Жажда», «После поединка»), А. А. Рамоновым («Скифы»), самобытным художником А. В. Зайцевым. 23 февраля 1972 года музей был официально открыт и принял первых посетителей. Первым директором музея стал почетный гражданин города Новошахтинска, ветеран Великой Отечественной войны и труда Александр Иосифович Пушкаренко.
В настоящее время в фондах музея находится 2209 единиц хранения. Все экспонаты музея расположены в трёх залах («Трудовой славы», «Боевой славы» и выставочном) и семи отделах («Природа нашего края», «Археология», «Геология», «Быт (конец XIX — начало XX веков)», «Искусство», «Нумизматика»).
В январе 2013 года музей получил охранное обязательство, по условиям которого до 2017 года должны быть проведены мероприятия по реконструкции блиндажа штаба Юго-Западного фронта.

## Адрес
Музей находится по адресу: Ростовская область, г. Новошахтинск, ул. 4-я Пятилетка, д. 20.